# Joki – Der Fluss
Joki – Der Fluss (finnisch Joki) ist ein finnischer Episodenfilm aus dem Jahr 2001, bei dem Jarmo Lampela das Drehbuch schrieb und Regie führte.

## Handlung
Joki ist das finnische Wort für Fluss. Der Film handelt während einer Stunde an einem Sommer-Samstag in einer finnischen Kleinstadt. Während die auf dem Marktplatz errichtete Anlage zum Bungeespringen zu Mutproben herausfordert, retten zwei junge Radler Anni, die Selbstmord begehen wollte, und ihr Baby vor dem Ertrinken. Santeri, der das lokale Anzeigenblatt ausfährt, trifft sich aus Angst vor dem Bekanntwerden seiner Homosexualität heimlich mit seinem Freund. Der Musiker Esa braucht dringend einen Kredit und besucht die Feier zum 60. Geburtstag seines Vaters. In der Pizzeria fädelt Leena ein Date zwischen ihrem Chef und ihrer Kollegin ein. Ilpo kommt früher nach Hause und findet einen unbekannten Mann in seinem Bett vor. Währenddessen wartet Milja im Krankenhaus auf ihre Tochter, während ihr todkranker Mann dort liegt. Doch die ist am Fluss mit der Rettung von Anni beschäftigt. Die Ereignisse sind durch einen Knall miteinander verbunden, der alles übertönt, als ein Flugzeug am Himmel die Schallmauer durchbricht.

## Produktion
Lampela schöpfte seine Idee aus einer Schlagzeile, die von dem Selbstmordversuch einer jungen Frau und ihres kleinen Kindes berichtete. Ein halbes Jahr zuvor wurde der Regisseur selbst Zeuge eines Selbstmordversuchs und trat als Helfer hervor, sodass die Schlagzeile eine starke emotionale Reaktion in ihm auslöste. Die Tat des Mädchens beschäftigte Lampela weiterhin, weshalb er einen Film über Gefühle drehen wollte. Der Film erhielt 588.658 Euro Produktionsbeihilfe von der Stiftung Suomen elokuvasäätiö, die gesamt Produktionskosten lagen bei 849.000 Euro. Der Arbeitstitel lautete Tunne. Die Dreharbeiten fanden vom 15. August bis 29. September 2000 statt.

## Veröffentlichung
Die Premiere des Films war am 14. September 2001 in Finnland.

## Auszeichnungen
Der Film gewann mehrere Preise, darunter den wichtigsten nationalen Preis Jussi in mehreren Kategorien. Er wurde von Finnland für die 74. Oscarverleihung in der Kategorie Bester fremdsprachiger Film eingereicht, jedoch nicht nominiert.
| Auszeichnung                       | Jahr | Kategorie                                        | Empfänger         | Resultat  |
| ---------------------------------- | ---- | ------------------------------------------------ | ----------------- | --------- |
| Nordische Filmtage Lübeck          | 2001 | Prize of the Ecumenical Jury - Honorable Mention | Joki – Der Fluss  | Gewonnen  |
| Tromsø Internasjonale Filmfestival | 2002 | Aurora Award - Special Mention                   | Joki – Der Fluss  | Gewonnen  |
| Göteborg Film Festival             | 2002 | Church of Sweden Film Award                      | Joki – Der Fluss  | Gewonnen  |
| Anjalankoski Film Sunday           | 2002 | Anjalankoski Film Prize                          | Joki – Der Fluss  | Gewonnen  |
| Jussi                              | 2002 | Bester Film                                      | Joki – Der Fluss  | Gewonnen  |
| Jussi                              | 2002 | Beste Nebendarstellerin                          | Liisa Vuori       | Nominiert |
| Jussi                              | 2002 | Beste Nebendarstellerin                          | Elina Hoffrén     | Nominiert |
| Jussi                              | 2002 | Beste Regie                                      | Jarmo Lampela     | Gewonnen  |
| Jussi                              | 2002 | Bestes Drehbuch                                  | Jarmo Lampela     | Gewonnen  |
| Jussi                              | 2002 | Bester Schnitt                                   | Kimmo Taavila     | Gewonnen  |
| Jussi                              | 2002 | Beste Filmmusik                                  | Petri Nieminen    | Nominiert |
| Jussi                              | 2002 | Bester Ton                                       | Pekka Karjalainen | Gewonnen  |